# Федорович, Михаил Иосифович
Михаил Иосифович Федорович (14 октября 1872 — 7 декабря 1936, Шанхай) — русский морской офицер, капитан 1-го ранга. Участник Первой мировой войны на Чёрном море. Командир линкоров «Император Александр III» и «Евстафий». Участвовал в составе эскадры в Бою у Босфора (1915). Участник Гражданской войны в России, командующий морскими силами на Дальнем Востоке. Контр-адмирал (12.1918). В эмиграции в Шанхае.

## Биография
Родился Михаил 14 октября 1872 года в семье героя обороны Севастополя, командира 2-го бастиона И. И. Федоровича (1822—1898), впоследствии контр-адмирала. У него были три сестры и младший брат Иосиф (1875) русский горный инженер, один из основателей горноспасательного дела в России.
Окончил Морской кадетский корпус в 1892 году, Минный офицерский класс,  Военно-морское отделение в 1912 году и дополнительный курс Николаевской морской академии в 1913 году.
Командир канонерской лодки «Кубанец» (1908). Командир с 10 марта 1914 года и по 1915 год только что спущенного на воду линкора «Император Александр III».
Участник Первой Мировой войны на кораблях Черноморского флота. Начальник обороны северо-западного участка, командир отряда кораблей. Поставил минное заграждение на подходах к Одессе, на котором 22 марта 1915 года подорвался турецкий крейсер «Меджидие». Командир линкора «Евстафий» (18.04.1915 — 1916). Участвовал 27 апреля (10 мая) 1915 года в составе эскадры в Бою у Босфора (1915) с немецким крейсером «Гебен», командуя флагманом Черноморского флота линкором «Евстафий». Начальник штаба Военно-морской базы Севастополя с 1916 по март 1917 года.
На основании приказа командующего ЧФ № 227 от 31 декабря 1916 года в начале 1917 года начато формирование Воздушной дивизии Черноморского флота, с дислокацией штаба в Севастополе. Первым командиром дивизии был назначен капитан 1-го ранга М. И. Федорович.  На должности командира Воздушной дивизии был до июня 1917 года.
Во второй половине мая 1917 года команда Воздушной дивизии выразила недоверие начальнику - капитану 1-го ранга М. И. Федоровичу. Дело рассматривалось Следственной комиссии Севастопольского совета депутатов армии, флота и рабочих. Лейтенант Гортынский передал им несколько своих служебных рапортов с резолюциями Федоровича, которые, по мнению лейтенанта, с негативной стороны характеризовали отношение начальника к доверенному ему делу. 23 мая 1917 года на заседании исполнительного комитета Воздушной дивизии Гортынский выступил с критикой прямого начальника, причем в его присутствии. Сослуживцы обвинили А. Н. Гортынского в том, что он идет против начальника, причем для борьбы использует приемы, недостойные офицера: втягивает в это дело комитет и команду. Из-за конфликта капитан 1-го ранга М. И. Федорович вынужден был покинуть должность начальника дивизии. 19 июня 1917 года он был уволен в отпуск на месяц с формулировкой "по болезни".
С 19 августа 1917 года Федорович приступил к обязанностям начальника Отряда судов и портов восточной части Черного моря. На новом месте службы отношения с подчиненными у него тоже не сложились. 2 ноября 1917 года на борту гидрокрейсера "Румыния" Федорович пережил неудачное покушение. Получил тяжелую травму и ранение черепа, когда был сброшен взбунтовавшимися матросами в трюм корабля. 19 ноября 1917 года, в отсутствие Федоровича, общее собрание военных и торговых моряков порта Батум отстранило его от должности "ввиду его незаконных действий, не отвечающих настоящему политическому моменту".
В Белом движении на востоке России. Начальник гарнизона и комендант Томска и затем Красноярска в мае-ноябре 1918 год. Начальник Технического управления Морского министерства правительства адмирала Колчака. Подготовил и организовал Камскую Военную речную флотилию (12.1918—01.1919). Контр-адмирал (12.1918). Командующий морскими силами на Дальнем Востоке, сменил на посту контр-адмирала С. Н. Тимирёва (02.1919—02.1920). Подавил во Владивостоке 17 ноября 1919 года силой учебной инструкторской роты мятеж эсеров и чехословаков, руководимый генералом Р. Гайдой, ранее служившего у Колчака. Командующий боевыми флотилиями Дальнего Востока и начальник Морского управления (02.1920 — 10.1922).
В эмиграции с октября 1922 года. В Харбине (Маньчжурия) был руководителем Кают-компании, а позднее русского Морского кружка в Харбине. С 1930 года в Шанхае (Китай). В Шанхае Федорович был смотрителем кладбища Лю-Кавэй с большим русским сектором. Основал Русское морское училище, работал в шанхайском отделе РОВС. Умер 7 декабря 1936 года в Шанхае, похоронен на кладбище Лю-Кавэй.

## Награды
- Георгиевское оружием с надписью «За храбрость»[1]